# Reaxys
Reaxys是2009年1月由爱思唯尔公司推出的化学数值与事实网络数据库。它将著名的拜耳斯坦数据库、盖墨林数据库和专利化学数据库（Patent Chemistry）的内容整合在一个平台下，包含超过2800多万反应、1800多万物质、400多万文献，每年都在不断增加。
2011年在中国大陆开通使用。

## 优点
基于万维网，不需要安装额外的客户端软件，用IP地址就可以访问。

## 内容
数据库由3部分组成：
- 拜耳斯坦数据库：为数值和事实性数值数据库，覆盖1771年至今的文献。
- 盖墨林数据库：覆盖1772年至今的文献，名称来源于德国化学家利奥波德·格梅林。
- 专利化学数据库：选自1869年至1980年间的有机化学专利及1976年以来的有机化学与生命科学专刊。涵盖的专利类别有：C07（有机化学）；A61K（医药、牙医和化妆品制备）；A01N（农用化学品和杀虫剂等）；C09B（染料）。